# Saint-Benoît-sur-Seine
Pour les articles homonymes, voir Saint-Benoît.
Saint-Benoît-sur-Seine est une commune française, située dans le département de l'Aube en région Grand Est.

## Géographie
| Mergey    |                        | Feuges       |
|           | Saint-Benoit-sur-Seine |              |
| Saint-Lyé |                        | Sainte-Maure |

### Hydrographie
La commune est dans la région hydrographique « la Seine de sa source au confluent de l'Oise (exclu) » au sein du bassin Seine-Normandie. Elle est drainée par l'ancien canal de la Haute Seine, la Fausse, le Melda, le Petit Melda, le canal 01 du Pré Vieux, la noue du Bois Jean et divers autres petits cours d'eau,.
l'ancien canal de la Haute Seine est un canal, chenal non navigable de 38,2 km. Il prend sa source dans la commune de Barberey-Saint-Sulpice et se jette dans l'Aube au niveau de la commune de Marcilly-sur-Seine.
La Fausse, d'une longueur de 10 km, prend sa source dans la commune de Sainte-Maure et se jette  dans le Melda à Villacerf, après avoir traversé six communes.

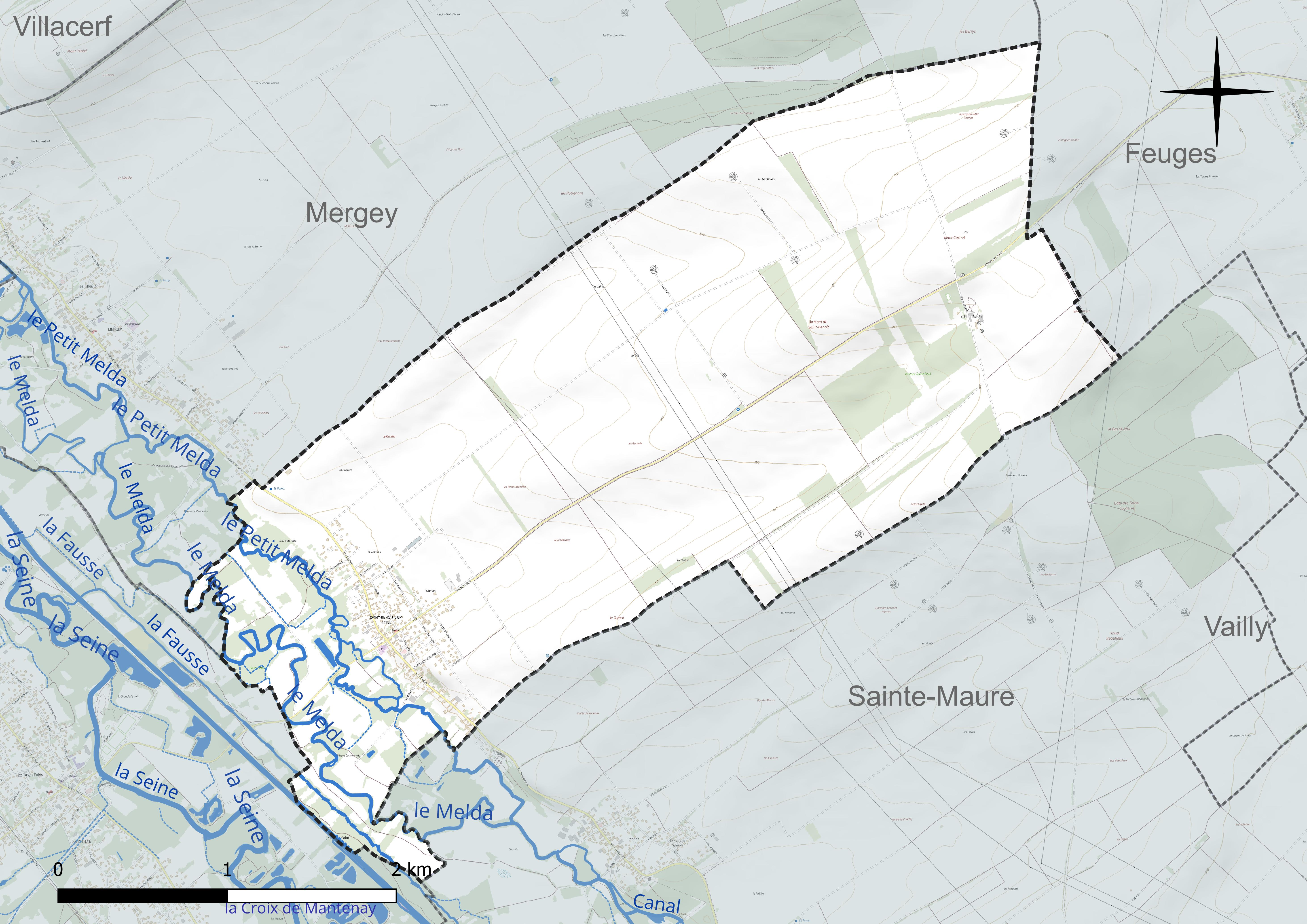
Réseau hydrographique de Saint-Benoît-sur-Seine.

Le Melda, d'une longueur de 24 km, prend sa source dans la commune de Lavau et se jette  dans la Seine à Savières, après avoir traversé huit communes.

### Climat
Pour des articles plus généraux, voir Climat du Grand Est et Climat de l'Aube.
En 2010, le climat de la commune est de type climat océanique dégradé des plaines du Centre et du Nord, selon une étude du Centre national de la recherche scientifique s'appuyant sur une série de données couvrant la période 1971-2000. En 2020, Météo-France publie une typologie des climats de la France métropolitaine dans laquelle la commune est exposée à un climat océanique altéré et est dans la région climatique Nord-est du bassin Parisien, caractérisée par un ensoleillement médiocre, une pluviométrie moyenne régulièrement répartie au cours de l’année et un hiver froid (3 °C).
Pour la période 1971-2000, la température annuelle moyenne est de 10,7 °C, avec une amplitude thermique annuelle de 15,9 °C. Le cumul annuel moyen de précipitations est de 698 mm, avec 12 jours de précipitations en janvier et 7,8 jours en juillet. Pour la période 1991-2020, la température moyenne annuelle observée sur la station météorologique de Météo-France la plus proche, « Troyes-Barberey », sur la commune de Barberey-Saint-Sulpice à 3 km à vol d'oiseau, est de 11,3 °C et le cumul annuel moyen de précipitations est de 644,6 mm. 
La température maximale relevée sur cette station est de 41,8 °C, atteinte le 25 juillet 2019 ; la température minimale est de −23 °C, atteinte le 17 janvier 1985,,.
Les paramètres climatiques de la commune ont été estimés pour le milieu du siècle (2041-2070) selon différents scénarios d'émission de gaz à effet de serre à partir des nouvelles projections climatiques de référence DRIAS-2020. Ils sont consultables sur un site dédié publié par Météo-France en novembre 2022.

## Urbanisme

### Typologie
Au 1er janvier 2024, Saint-Benoît-sur-Seine est catégorisée commune rurale à habitat dispersé, selon la nouvelle grille communale de densité à 7 niveaux définie par l'Insee en 2022.
Elle est située hors unité urbaine. Par ailleurs la commune fait partie de l'aire d'attraction de Troyes, dont elle est une commune de la couronne,. Cette aire, qui regroupe 209 communes, est catégorisée dans les aires de 200 000 à moins de 700 000 habitants,.

### Occupation des sols
L'occupation des sols de la commune, telle qu'elle ressort de la base de données européenne d’occupation biophysique des sols Corine Land Cover (CLC), est marquée par l'importance des territoires agricoles (89 % en 2018), une proportion sensiblement équivalente à celle de 1990 (89,7 %). La répartition détaillée en 2018 est la suivante : 
terres arables (81,9 %), forêts (8,1 %), zones agricoles hétérogènes (7,1 %), zones urbanisées (2,8 %). L'évolution de l’occupation des sols de la commune et de ses infrastructures peut être observée sur les différentes représentations cartographiques du territoire : la carte de Cassini (XVIIIe siècle), la carte d'état-major (1820-1866) et les cartes ou photos aériennes de l'IGN pour la période actuelle (1950 à aujourd'hui).

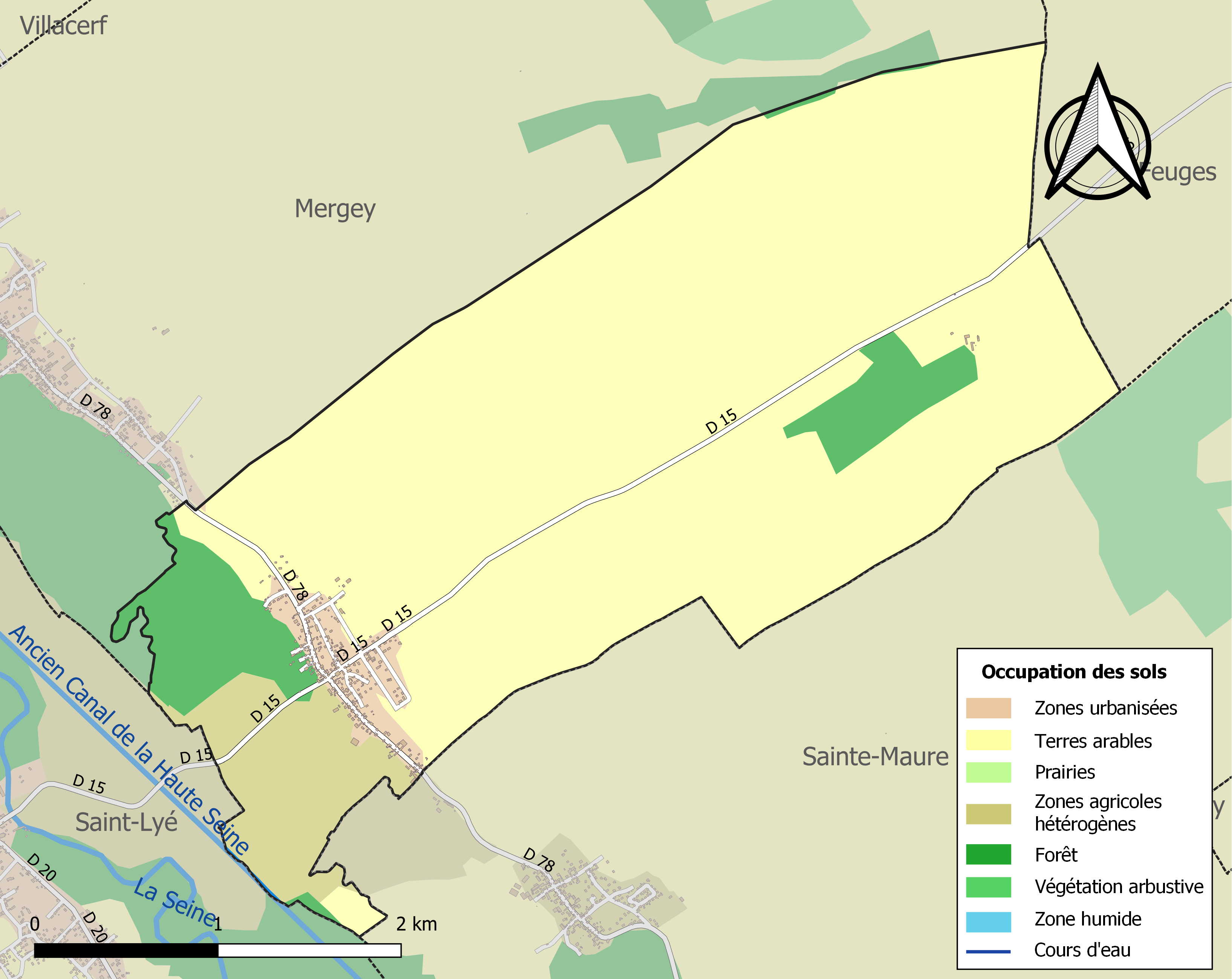
Carte des infrastructures et de l'occupation des sols de la commune en 2018 (CLC).

## Histoire
Des traces d'habitation furent mises au jour lors de la fouille de 1965-1971 d'une nécropole comportant 46 tombes attribuées au second Âge du fer et dont l'usage s'échelonne entre les périodes laténiennes « B2 » et « C2 ». Ces tombes ont délivré un mobilier funéraire conséquent dont de nombreux artefacts métalliques, tels que des fibules, ainsi que des parures mortuaires. L'étude de ces viatiques a permis d'établir la chronologie et le développement spatial du complexe funéraire. Ultérieurement à sa fondation protohistorique, ce lieu de sépultures a fait l'objet d'une réutilisation aux époques gallo-romaine puis mérovingienne.
Au cours de la Révolution française, la commune porta provisoirement le nom de Thurey.

## Politique et administration

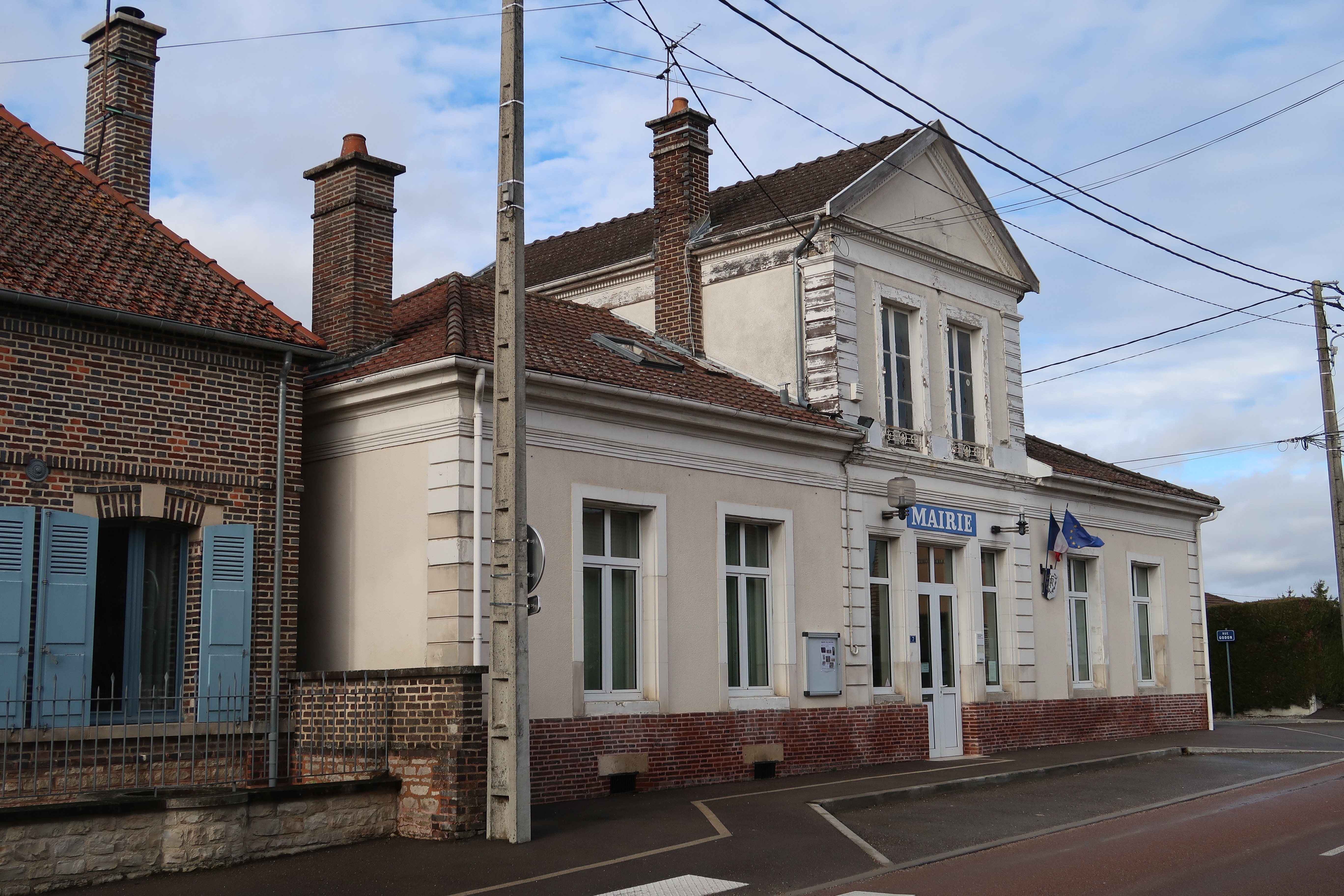
Mairie

| Période                                  | Période  | Identité                                                | Étiquette | Qualité |
| ---------------------------------------- | -------- | ------------------------------------------------------- | --------- | ------- |
| mars 2001                                | En cours | Jean-François Meirhaeghe Réélu pour le mandat 2020-2026 | DVD       | Cadre   |
| Les données manquantes sont à compléter. |          |                                                         |           |         |

## Démographie
L'évolution du nombre d'habitants est connue à travers les recensements de la population effectués dans la commune depuis 1793. Pour les communes de moins de 10 000 habitants, une enquête de recensement portant sur toute la population est réalisée tous les cinq ans, les populations de référence des années intermédiaires étant quant à elles estimées par interpolation ou extrapolation. Pour la commune, le premier recensement exhaustif entrant dans le cadre du nouveau dispositif a été réalisé en 2008.

En 2022, la commune comptait 428 habitants, en évolution de +5,42 % par rapport à 2016 (Aube : +0,7 %, France hors Mayotte : +2,11 %).
| 1793 | 1800 | 1806 | 1821 | 1831 | 1836 | 1841 | 1846 | 1851 |
| ---- | ---- | ---- | ---- | ---- | ---- | ---- | ---- | ---- |
| 264  | 259  | 268  | 247  | 268  | 293  | 297  | 302  | 303  |

| 1856 | 1861 | 1866 | 1872 | 1876 | 1881 | 1886 | 1891 | 1896 |
| ---- | ---- | ---- | ---- | ---- | ---- | ---- | ---- | ---- |
| 303  | 302  | 306  | 311  | 294  | 283  | 289  | 263  | 256  |

| 1901 | 1906 | 1911 | 1921 | 1926 | 1931 | 1936 | 1946 | 1954 |
| ---- | ---- | ---- | ---- | ---- | ---- | ---- | ---- | ---- |
| 271  | 257  | 254  | 209  | 218  | 208  | 225  | 215  | 248  |

| 1962 | 1968 | 1975 | 1982 | 1990 | 1999 | 2006 | 2008 | 2013 |
| ---- | ---- | ---- | ---- | ---- | ---- | ---- | ---- | ---- |
| 273  | 239  | 240  | 292  | 328  | 401  | 401  | 398  | 410  |

| 2018 | 2022 | - | - | - | - | - | - | - |
| ---- | ---- | - | - | - | - | - | - | - |
| 394  | 428  | - | - | - | - | - | - | - |

## Lieux et monuments
L'église Saint-Benoît est construite au xiie siècle. De cette époque restent le portail avec un arc de plein cintre ainsi que la nef, à part les baies refaites à une date postérieure. Le transept et le chœur datent du xvie siècle. À l'intérieur des éléments et objets datés xvie au xviiie siècle sont classés monuments historiques en tant qu'objets.

## Personnalités liées à la commune
- Lucienne Cayat de Castella, pionnière du parachutisme née à Saint-Benoît-sur-Seine en 1892.

## Héraldique
| Blason de Saint-Benoît-sur-Seine | Blason  | D'argent à la crosse de sable accostée de deux épis de blé d'or, celui de dextre posé en bande et celui de senestre posé en barre; à la plaine ondée d'azur; au chef d'azur chargé de trois coiffes ardentes d'or. |
| Blason de Saint-Benoît-sur-Seine | Détails | * Il y a là non-respect de la règle de contrariété des couleurs : ces armes sont fautives (or sur argent). Adopté le 29 juillet 2021.                                                                              |